# Shere Hite
Shere Hite (Saint Joseph, Misuri, Estados Unidos, 2 de noviembre de 1942 - Londres, Inglaterra, 9 de septiembre de 2020) fue una  escritora, novelista, sexóloga, feminista, historiadora y ensayista estadounidense.
Sus trabajos sobre sexología se han concentrado principalmente en la sexualidad femenina.
Hite parte de los estudios biológicos sobre sexo hechos por Masters y Johnson y por Alfred Kinsey. También hace referencia a los trabajos teóricos, políticos y psicológicos asociados con el movimiento feminista de la década de 1970, como el Mito del orgasmo vaginal de Anne Koedt.
Después de recibir ataques hacia ella y hacia su trabajo, renuncia a su nacionalidad estadounidense en 1995 y se naturaliza alemana.

## Educación
Nació como Shirley Diana Gregory, pero más tarde tomó el apellido de su padrastro, Raymond Hite. Se graduó en la Seabreeze High School en Daytona Beach, Florida. Recibió un máster en Historia en la University of Florida en 1967.
Después se mudó a Nueva York, donde se unió a la Columbia University para trabajar en su PhD en Historia social. Hite atribuye el no haber completado su doctorado a la naturaleza conservadora de Columbia en aquel tiempo.
Posteriormente, terminó su PhD en la Nihon University (Tokio, Japón) y otro PhD en sexología clínica en la Maimonides University, North Miami Beach, Florida.

## Objeto de su estudio
Shere Hite se ha concentrado en entender cómo consideran los individuos su experiencia sexual y el significado que tiene para ellos.
Hite ha criticado el trabajo de Masters y Johnson por incorporar acríticamente actitudes culturales en el comportamiento sexual en su estudio. Por ejemplo, el trabajo de Hite mostró que el 70 % de las mujeres no habían tenido orgasmos mediante la penetración, pero son capaces de alcanzar el orgasmo fácilmente mediante la masturbación u otras estimulaciones clitoridianas.
Sólo un 30 % de las mujeres participantes en su estudio habían experimentado alguna vez un orgasmo durante el transcurso del coito.
Ha criticado el argumento de Masters y Johnson de que durante el coito debería haberse proporcionado la suficiente estimulación clitoridiana para alcanzar el orgasmo y de que el que no llegue a alcanzarse es un signo de "disfunción sexual".
Sin negar que tanto Kinsey como Masters y Johnson han sido un paso crucial en la investigación sexual, Hite cree que debemos entender la construcción cultural y personal de la experiencia sexual para hacer el importante estudio del comportamiento sexual fuera del laboratorio.
Criticó el hecho de que limitar los tests a mujeres "normales" que notificaban orgasmos durante el coito estaba basado en el falso supuesto de que tener un orgasmo durante el coito era algo típico, cosa que su propio estudio rechazó vehementemente.

## Metodología
Hite utiliza un método de investigación individualista. Usó miles de respuestas de cuestionarios anónimos como marco de trabajo para desarrollar un discurso sobre las reacciones humanas al género y la sexualidad. Sus conclusiones derivadas de estos cuestionarios de información fueron logradas con un criticismo metodológico. El hecho de que su información no es a base de muestras estadísticas genera preocupaciones sobre si los datos muestrales se pueden generalizar a poblaciones relevantes. Como es común en investigaciones que afectan a asuntos delicados, tales como el comportamiento sexual, la proporción de no-respuestas es típicamente grande. Por lo tanto las conclusiones derivadas de los datos pueden no representar las visiones de la población en estudio como consecuencia del sesgo debido a las norespuestas. Los defensores de Hite defienden su metodología diciendo que es más probable llegar así a la verdad sobre la sexualidad femenina que estudiando mujeres enganchadas en la prostitución como si ellas fuesen representativas de las mujeres en general, o estudiar en laboratorio las condiciones en que las mujeres declaran llegar al orgasmo durante el coito.
Hite ha sido elogiada por su fructividad teórica en la investigación sociológica. La sugerencia de sesgo en algunos de los estudios de Hite es usado frecuentemente como un punto de polémica en los cursos universitarios en donde se discuten métodos de muestreo, conjuntamente con su muestreo Literary Digest de 1936. Una discusión de sesgo muestral es el realizado por Philip Zimbardo, que explicó que las mujeres del estudio de Hite recibieron una investigación acerca de la satisfacción conyugal, en donde 98 % reportaron insatisfacción, y 75 % reportaron haber tenido relaciones extramaritales, pero en donde solo el 4 % de las mujeres respondieron al estudio de mercado. Zimbardo arguyó que las mujeres que tenían insatisfacciones pudieron estar más motivadas a responder el estudio que las mujeres que si estaban satisfechas y que su investigación podría haber sido tan solo "periodismo científicamente codificado."
Por otra parte, diferencias metodológicas en ciencias sociales cuando las interrogantes se refieren a asuntos de consecuencia pública, v.g., inmediatez vs. tiempo para reflexionar cuando se está respondiendo, puede resultar en diferencias en honestidad y las promesas de confidencialidad no son igualmente creídas por los respondedores en prospecto, afectando la apertura de los respondedores y su honestidad. Algunas o todas sus investigaciones publicadas dependedieron de una amplia distribución multicanal del cuestionario, dando oportunidad para muchas respuestas largas en la medida de la disponibilidad de tiempo del propio respondedor, con una reforzada anonimidad del respondedor, y con una respuesta por correo más que un muestreo por teléfono.

## Vida personal
Hite no tuvo hijos. Estuvo casada desde 1985, con el concertista de piano alemán Friedrich Horicke, 19 años menor que ella.

## Trabajos destacados
- Sexual Honesty, by Women, For Women (1974)
- The Hite Report on Female Sexuality (1976, 2004)
- The Hite Report on Men and Male Sexuality (1981)
- Women and Love: A Cultural Revolution in Progress (The Hite Report on Love, Passion, and Emotional Violence) (1987)
- Fliegen mit Jupiter (español:: Volando con Júpiter) (1993)
- The Hite Report on the Family: Growing Up Under Patriarchy (1994)
- The Hite Report on Shere Hite: Voice of a Daughter in Exile (2000) (autobiografía)
- The Shere Hite Reader: New and Selected Writings on Sex, Globalization and Private Life (2006)